# Червона Гірка (Ізюмський район)
Черво́на Гірка́ — село в Україні, у Донецькій селищній громаді Ізюмського району Харківської області. Населення становить 34 осіб. До 2020 орган місцевого самоврядування — Донецька селищна рада.

## Географія
Село Червона Гірка знаходиться на березі річки Сіверський Донець. Навколо багато озер, боліт, місцями порослих лісом. Поруч садові ділянки.
В районі сіл Червона Гірка і Мілова знаходяться численні крейдяні відкладення.
За 2 км знаходяться села Копанка, Сіверське і селище П'ятигірське.

## Археологія
Поселення салтівської культури. ІХ-Х ст. площею 300х160 м.
Біля села Червона Гірка знаходиться біритуальний ґрунтовий могильник салтівської культури ІХ-Х ст.. Всього в могильнику було розкопано 310 поховань, з них 121 поховання було зроблено за обрядом спалення, 189 — за обрядом інгумації. В могильнику було відкрито 34 поховання коней, які в 16 випадках були поховані разом з людиною в загальній могильній ямі. Площа могильника 80х120 м.

## Історія
Село постраждало внаслідок геноциду українського народу, проведеного урядом СССР в 1932—1933 роках, кількість встановлених жертв в Червоному Донці, П'ятигірському, Червоногірському (Червоній Гірці), Жовтневому, Червоноандріївському, Копанках — 1204 людини.
До 2020 село було підпорядковане Донецькій селищній раді Балаклійського району. 
12 червня 2020 року, відповідно до Розпорядження Кабінету Міністрів України  № 725-р «Про визначення адміністративних центрів та затвердження територій територіальних громад Харківської області», увійшло до складу Донецької селищної територіальної громади.
19 липня 2020 року, в результаті адміністративно-територіальної реформи та ліквідації Балаклійського району, село увійшло до складу новоутвореного Ізюмського району.
22 червня 2023 року рішенням №230 Національної комісії зі стандартів державної мови віднесено до списку населених пунктів, які «можуть не відповідати лексичним нормам української мови», зокрема стосуватися «російської імперської чи колоніальної політики». Громаді рекомендовано обґрунтувати доцільність збереження поточної назви або запропонувати нову назву в установленому законодавством порядку.

## Населення

### Мова
Розподіл населення за рідною мовою за даними перепису 2001 року:
| Мова       | Відсоток |
| ---------- | -------- |
| українська | 70,59%   |
| російська  | 29,41%   |

## Також
- Перелік населених пунктів, що постраждали від Голодомору 1932-1933, Харківська область